# Francis Bermingham (14e baron Athenry)
Francis de Bermingham, 14e baron Athenry (1692-1749), est un pair anglo-irlandais.

## Biographie
Il est le fils unique d'Edward Bermingham, 13e baron Athenry, et de sa deuxième épouse Bridget Browne, fille du colonel John Browne et de Maud Bourke.

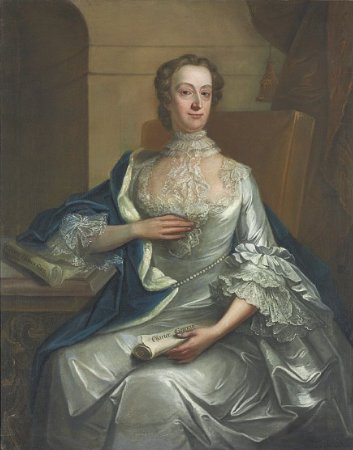
La seconde épouse de Lord Athenry, Eilis ou Elizabeth Agar, future comtesse de Brandon à part entière

Francis de Bermingham est né un an après la bataille d'Aughrim, et l'année de la signature du traité de Limerick, mettant fin à la guerre des Williamites en Irlande. Sa famille a perdu beaucoup de biens à la suite des combats, et François en 1709 s'est converti à l'Église d'Irlande pour protéger ses terres restantes, comme son père l'avait fait avant lui.
Il est enterré au couvent dominicain, Athenry, fondé par son ancêtre en 1241. Son seul fils et héritier Thomas (fils de sa première épouse, Mary Nugent, fille de Thomas Nugent, 4e comte de Westmeath et Margaret Bellew), est créé comte de Louth, tandis que sa veuve, Ellis, fille de James Agar, vicomtesse douairière de Mayo, reçoit le titre de comtesse de Brandon à vie. Lui et Mary ont également une fille Bridget, qui épouse James Daly de Carrownakelly, comté de Galway.